# 宮ノ前停留場
宮ノ前停留場（みやのまえていりゅうじょう）は、東京都荒川区西尾久二丁目にある、東京都交通局都電荒川線（東京さくらトラム）の停留場である。駅番号はSA 10。

## 歴史
- 1913年（大正2年）4月1日：王子電気軌道三ノ輪（現・三ノ輪橋） - 飛鳥山下（現・梶原）間開業時に開業。
- 1942年（昭和17年）2月1日：東京市への事業譲渡により、東京市電荒川線の停留場となる。
- 1943年（昭和18年）7月1日：都制施行により、東京都電車（都電）の停留場となる。
- 2003年（平成15年）10月18日：道路拡幅工事のため、三ノ輪橋寄りに50m移動される[2]。

## 停留場構造
相対式ホーム2面2線を有する地上駅。二つのホームはやや離れている。荒川線で唯一、ホームが上下とも道路上にある停留場である。
現在は車道と軌道敷の間にホームがあるが、センターリザベーション化される前は、軌道敷が路肩に寄せられ、歩道の一部をホームとして嵩上げする形態であった。
| 乗車ホーム | 路線                            | 方向 | 行先         |
| ---------- | ------------------------------- | ---- | ------------ |
| 北側       | 都電荒川線 （東京さくらトラム） | 上り | 三ノ輪橋方面 |
| 南側       | 都電荒川線 （東京さくらトラム） | 下り | 早稲田方面   |

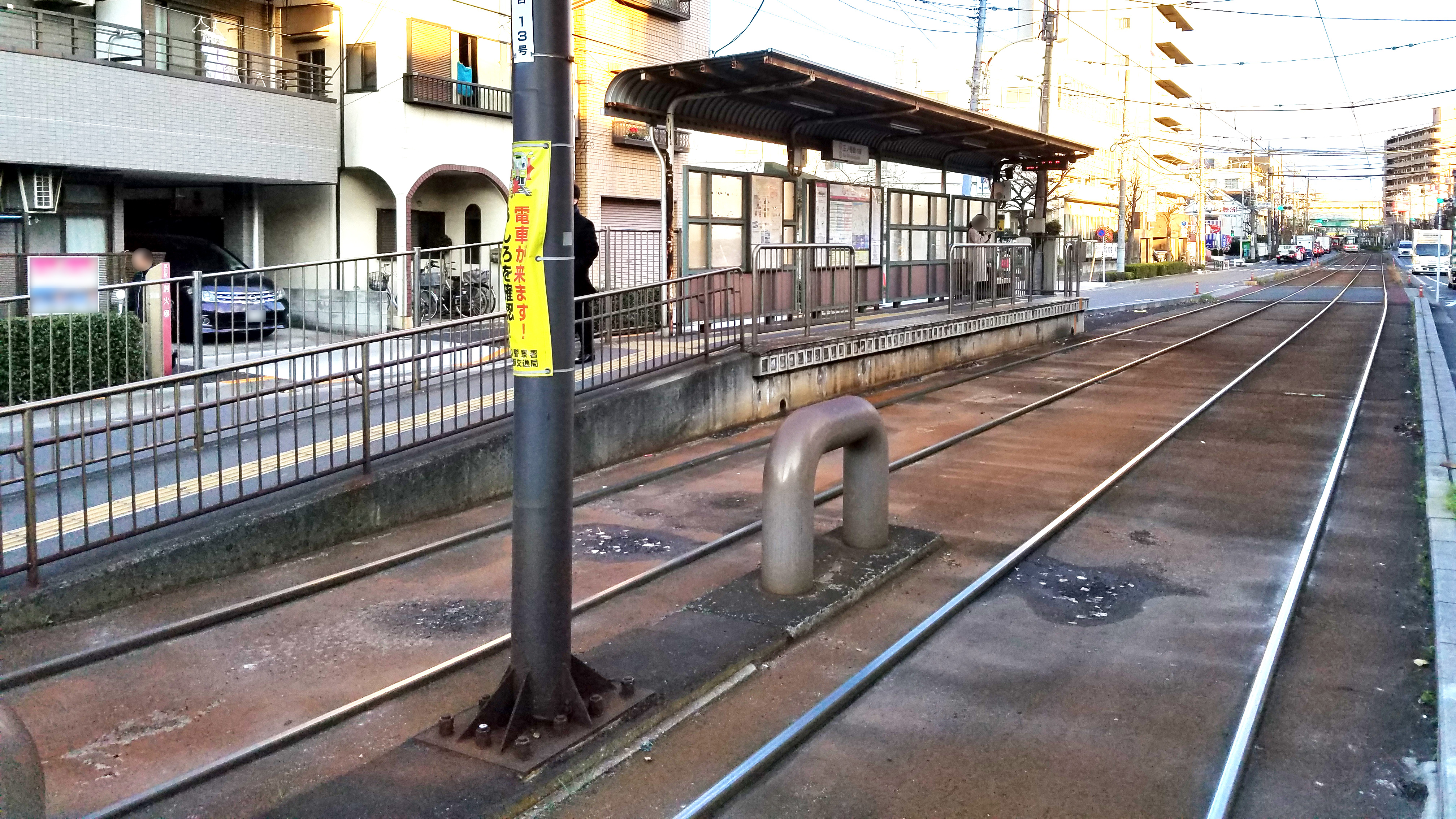
三ノ輪橋方面ホーム（2018年12月）
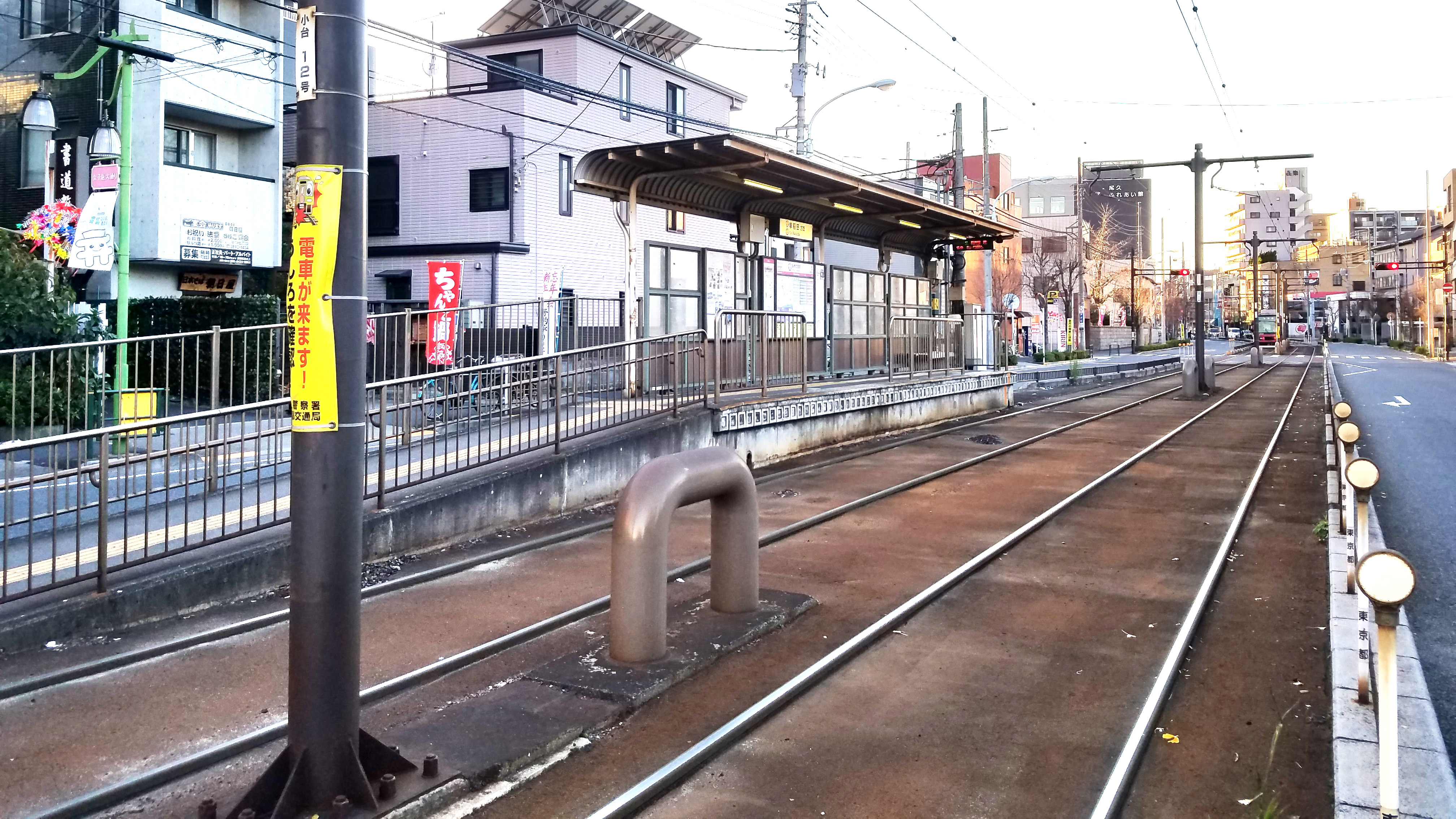
早稲田方面ホーム（2018年12月）

## 停留場周辺
停留場は東京都道306号王子千住夢の島線支線（補助90号線）上に位置する。
- 八幡神社（尾久八幡神社）
- 尾久消防署
- 尾久警察署
- 荒川区立尾久図書館
- 尾久区民事務所
- 名月製菓本店

## 隣の停留場
東京都交通局
 都電荒川線（東京さくらトラム）
熊野前停留場 (SA 09) - 宮ノ前停留場 (SA 10) - 小台停留場 (SA 11)